# José Manuel Yanguas
José Manuel Yanguas Calleja (Pamplona, Navarra, 20 de junio de 1972) es un exfutbolista español que se desempeñaba como defensor.

## Clubes
| Club        | País   | Año         |
| ----------- | ------ | ----------- |
| CA Osasuna  | España | 1993 - 2003 |
| Getafe CF   | España | 2003 - 2005 |
| CD Numancia | España | 2005 - 2006 |
| CD Alfaro   | España | 2006 - 2007 |